# Copa Antel 2019
La Copa Antel 2019 es un torneo de verano de fútbol de carácter amistoso que se disputó en Uruguay. En su undécima edición, se llevó a cabo en el Estadio Centenario de Montevideo, el Estadio Alberto Suppici de Colonia y en el Estadio Campeón del Siglo de Montevideo, en los días 21 y 24 de enero.
En esta edición participaron Nacional y Peñarol de Uruguay, Barcelona de Ecuador y Universidad César Vallejo de Perú.

## Resultados
|  | Semifinales              | Semifinales              |   |                              | Final                        | Final |  |
|  |                          |                          |   |                              |                              |       |  |
|  |                          |                          |   |                              |                              |       |  |
|  | Lunes 21 de enero, 19:30 |                          |   |                              |                              |       |  |
|  | Barcelona                | 4                        |   |                              |                              |       |  |
|  | Univ. César Vallejo      | 2                        |   |                              |                              |       |  |
|  |                          |                          |   |                              |                              |       |  |
|  |                          |                          |   |                              | Jueves 24 de enero, 8:00     |       |  |
|  |                          |                          |   |                              | Barcelona                    | 2     |  |
|  |                          | Peñarol                  | 1 |                              |                              |       |  |
|  |                          |                          |   |                              |                              |       |  |
|  |                          |                          |   |                              |                              |       |  |
|  |                          |                          |   |                              | Tercer puesto                |       |  |
|  | Lunes 21 de enero, 22:15 | Lunes 21 de enero, 22:15 |   | Miércoles 23 de enero, --:-- | Miércoles 23 de enero, --:-- |       |  |
|  | Peñarol                  | 2                        |   | Nacional                     | -                            |       |  |
|  | Nacional                 | 0                        |   |                              | Univ. César Vallejo          | -     |  |

* La final formalmente la final fue suspendida, pero se puede considerar aquella final al amistoso de entrenamiento a puertas cerradas que jugaron al día siguiente ambos clubes.

### Semifinales
| 21 de enero de 2019, 19:30 | Barcelona                                                                             | 4:2 (2:1) | Universidad César Vallejo               | Centenario, Montevideo     |                            |
|                            | Marcos Caicedo 18' · Sebastián Pérez 42' · Angelo Quiñónez 53' · Christian Alemán 54' | Reporte   | Germán Pacheco 36' · Santiago Silva 63' | Árbitro(s): Andrés Matonte | Árbitro(s): Andrés Matonte |

| 21 de enero de 2019; 22:15 | Peñarol                                      | 2:0 (0:0) | Nacional | Centenario, Montevideo     |                            |
|                            | Agustín Canobbio 49' · Gabriel Fernández 52' | Reporte   |          | Árbitro(s): Gustavo Tejera | Árbitro(s): Gustavo Tejera |

### Tercer puesto
No se disputó por suspensión del torneo.

### Final
No se disputó por suspensión del torneo. Aunque se puede considerar como aquella final al amistoso de entrenamiento a puertas cerradas que jugaron al día siguiente ambos clubes.

| 24 de enero de 2019 *(partido de entrenamiento a puertas cerradas) | Peñarol         | 1:2     | Barcelona                     | Campeón del Siglo, Montevideo |  |
|                                                                    | Rodrigo Piñeiro | Reporte | Pedro Velasco Ángelo Quiñónez |                               |  |

| Bandera de Ecuador                |
| Campeón Barcelona S. C. 1º título |